# 2020–2021-es magyar futsalbajnokság (első osztály)
A 2020–2021-es magyar futsalbajnokság a 24. idénye a futsal NB I-nek. A Magyar Labdarúgó-szövetség szervezi és bonyolítja le. A futsal NB1-ben első helyezést elért csapat indulási jogot szerez az UEFA által kiírásra és megrendezésre kerülő, 2021–2022-es UEFA-futsal-bajnokok ligája versenyére. A bajnokság 9. és 10. helyezettje kiesik a NB2-be. A 2020–2021. évi NB2 osztályú bajnokság két csoportbajnoka feljut a 2021–2022. évi NB1-be.A bajnokság első szakasza a 18 mérkőzéssel járó alapszakasz, ezután a felső-, illetve az alsóházi szakasz következik, majd végül az első két csapat 3 nyert mérkőzése után derül ki, hogy ki lesz az aktuális szezon bajnoka.Az első szakasz körmérkőzéseinek befejezése után a csapatok helyezésüktől függően a második szakaszban felső-házban (1-5. helyezett csapatok) és alsóházban (6-10. helyezett csapatok) játszanak tovább.A felső-házba (első szakasz 1-5. helyezett csapatok) került csapatok az első szakaszban megszerzett helyezéseik után a következő pontokat viszik a második szakaszba: Az első szakasz 1. helyén végzett csapat 6 pontot, az első szakasz 2.
helyén végzett 4 pontot, a 3. helyén végzett 2 pontot, a 4. helyén végzett 1 pontot,
az 5. helyén végzett 0 pontot kap.Az Újpest csapata 2020 nyarán megvásárolta a Rubeola csapatától a licencjogot, így jogot szerzett az NB I-ben való indulásra.

## Csapatváltozások a 2019–2020-as szezonhoz képest
Kiesett a másodosztályba:
- A koronavírus-járvány miatt félbeszakadt bajnokságban nem hirdettek bajnokot illetve kiesőt sem.

Feljutottak az első osztályba:
- A koronavírus-járvány miatt félbeszakadt bajnokságban nem hirdettek bajnokot illetve kiesőt sem.

### Résztvevők és stadionjaik
| MVFC Berettyóújfalu            | Scoregoal Kecskeméti FC    | FTC-Fisher Klíma       |                           |
| ------------------------------ | -------------------------- | ---------------------- | ------------------------- |
| Pálfi István Rendezvénycsarnok | Messzi István Sportcsarnok | Népligeti Sportcentrum |                           |
| Befogadóképesség: 1350         | Befogadóképesség: 1800     | Befogadóképesség: 1000 |                           |
| Haladás VSE                    | Aramis SE                  | Nyírgyulaj KSE         |                           |
| Haladás Sportcsarnok           | Aramis Sportcsarnok        | Városi Sportcsarnok    |                           |
| Befogadóképesség: 4000         | Befogadóképesség: 250      | Befogadóképesség: ?    |                           |
| Dunaferr DUE Dutrade FC        | DEAC                       | Újpest                 | Balaton Bútor FC Veszprém |
| Dunaújvárosi Sportcsarnok      | Egyetemi Sportcsarnok      | UTE Sportcsarnok       | Március 15 Sportcsarnok   |
| Befogadóképesség: 1000         | Befogadóképesség: ?        | Befogadóképesség: ?    | Befogadóképesség: 1500    |

### Csapatok száma megyénkénti bontásban
| Megye | Megye                  | Csapatok száma | Csapatok                      |
| ----- | ---------------------- | -------------- | ----------------------------- |
|       | Pest                   | 1              | Aramis SE                     |
|       | Hajdú-Bihar            | 2              | MVFC Berettyóújfalu, Debrecen |
|       | Fejér                  | 1              | Dunaferr                      |
|       | Veszprém               | 1              | Veszprém                      |
|       | Szabolcs-Szatmár-Bereg | 1              | Nyírgyulaj                    |
|       | Bács-Kiskun            | 1              | Scoregoal Kecskeméti FC       |
|       | Vas                    | 1              | Haladás                       |
|       | Budapest (főváros)     | 2              | Ferencváros,Újpest            |

## Tabella

### Alapszakasz
| Hely. | Csapat                        | M  | Gy | D | V  | G+ | G– | Gk  | P  | Továbbjutás vagy kiesés |
| ----- | ----------------------------- | -- | -- | - | -- | -- | -- | --- | -- | ----------------------- |
| 1.    | Haladás VSE (Z)               | 18 | 15 | 2 | 1  | 72 | 29 | +43 | 47 | felsőház                |
| 2.    | MVFC Berettyóújfalu (Z)       | 18 | 15 | 1 | 2  | 72 | 35 | +37 | 46 | felsőház                |
| 3.    | Balaton Bútor FC Veszprém (Z) | 18 | 12 | 1 | 5  | 72 | 44 | +28 | 37 | felsőház                |
| 4.    | SG Kecskemét Futsal (Z)       | 18 | 9  | 3 | 6  | 55 | 54 | +1  | 30 | felsőház                |
| 5.    | DEAC (Z)                      | 18 | 9  | 1 | 8  | 75 | 61 | +14 | 28 | felsőház                |
| 6.    | FTC-Fisher Klíma (X)          | 18 | 5  | 4 | 9  | 60 | 74 | −14 | 19 | alsóház                 |
| 7.    | Aramis SE (X)                 | 18 | 5  | 1 | 12 | 51 | 81 | −30 | 16 | alsóház                 |
| 8.    | Újpest FC (X)                 | 18 | 4  | 4 | 10 | 47 | 57 | −10 | 16 | alsóház                 |
| 9.    | Dunaferr DUE Dutrade FC (X)   | 18 | 4  | 1 | 13 | 39 | 76 | −37 | 13 | alsóház                 |
| 10.   | Nyírgyulaj KSE (X)            | 18 | 2  | 2 | 14 | 36 | 68 | −32 | 8  | alsóház                 |

## Rájátszás

### Felsőház
| Hely. | Csapat                    | M | Gy | D | V | G+ | G– | Gk  | P  | Továbbjutás vagy kiesés |
| ----- | ------------------------- | - | -- | - | - | -- | -- | --- | -- | ----------------------- |
| 1.    | MVFC Berettyóújfalu       | 8 | 7  | 1 | 0 | 26 | 10 | +16 | 26 | Bajnoki döntő           |
| 2.    | Haladás VSE               | 8 | 6  | 0 | 2 | 24 | 16 | +8  | 24 | Bajnoki döntő           |
| 3.    | Balaton Bútor FC Veszprém | 8 | 2  | 1 | 5 | 22 | 28 | −6  | 9  | 3.helyért               |
| 4.    | DEAC                      | 8 | 2  | 1 | 5 | 25 | 32 | −7  | 7  | 3.helyért               |
| 5.    | SG Kecskemét Futsal       | 8 | 1  | 1 | 6 | 24 | 35 | −11 | 5  |                         |

### Alsóház
| Hely. | Csapat                  | M | Gy | D | V | G+ | G– | Gk  | P  | Továbbjutás vagy kiesés |
| ----- | ----------------------- | - | -- | - | - | -- | -- | --- | -- | ----------------------- |
| 1.    | FTC-Fisher Klíma        | 8 | 6  | 1 | 1 | 47 | 22 | +25 | 25 |                         |
| 2.    | Újpest FC               | 8 | 5  | 1 | 2 | 42 | 24 | +18 | 18 |                         |
| 3.    | Nyírgyulaj KSE          | 8 | 6  | 0 | 2 | 34 | 16 | +18 | 18 |                         |
| 4.    | Aramis SE               | 8 | 2  | 0 | 6 | 23 | 28 | −5  | 10 | Futsal NBII             |
| 5.    | Dunaferr DUE Dutrade FC | 8 | 0  | 0 | 8 | 15 | 71 | −56 | 1  | Futsal NBII             |

Bajnokságot vezető csapatok nevei, fordulónkénti bontásban

## Mérkőzés a 3. helyért
A 3.helyért a felső-ház 3.helyezettje páros mérkőzést játszik a felső-ház 4. helyezettjével, az egyik fél három nyert mérkőzéséig. Az első a harmadik és amennyiben szükség van az ötödik találkozón a felső-ház 3. helyezést elérő csapat a pályaválasztó. Amennyiben döntetlenül végződik egy mérkőzés úgy 2 x 5 perc hosszabbítás következik. Döntetlen állás esetén büntetőrúgások következnek.
| 2021. május 28. 18:30 |

| 1. Futsal Club Veszprém                                      | 6-1               | DEAC      |
| ------------------------------------------------------------ | ----------------- | --------- |
| Antonio 5' Komáromi 7' Tatai 9', 38' Boromisza 22' Rutai 37' | (3-0) Jegyzőkönyv | Sánta 40' |

| Március 15. Sportcsarnok, Veszprém |

| 2021. május 31. 18:30 |

| DEAC                              | 3-9               | 1. Futsal Club Veszprém                                                           |
| --------------------------------- | ----------------- | --------------------------------------------------------------------------------- |
| Siska 17' Bencsik 34' Szentes 37' | (1-4) Jegyzőkönyv | Boromisza 1' Rutai 3' Bognár 9' Hinojosa 10', 24', 37', 38' Tatai 26' Bencsik 30' |

| Debrecen Egyetemi Sportaréna, Debrecen |

| 2021. június 4. 18:30 |

| 1. Futsal Club Veszprém                                                 | 9-1               | DEAC      |
| ----------------------------------------------------------------------- | ----------------- | --------- |
| Rutai 8', 31' Rutai 3' Tatai 16', 32', 37', 37', 38' Pál 33' Kántor 38' | (2-1) Jegyzőkönyv | Szabó 10' |

| Március 15. Sportcsarnok, Veszprém |

## Bajnoki döntő
A bajnoki címért a felső-ház 1.helyezettje páros mérkőzést játszik a felső-ház 2. helyezettjével, az egyik fél három nyert mérkőzéséig. Az első a harmadik és amennyiben szükség van az ötödik találkozón a felső-ház 1. helyezést elérő csapat a pályaválasztó. Amennyiben döntetlenül végződik egy mérkőzés úgy 2 x 5 perc hosszabbítás következik. Döntetlen állás esetén büntetőrúgások következnek.
| 2021. május 29. 18:00 |

| MVFC Berettyóújfalu              | 3-6               | Haladás VSE                                             |
| -------------------------------- | ----------------- | ------------------------------------------------------- |
| Nagy I. 9' Kártik 10' Yubero 18' | (3-1) Jegyzőkönyv | Nagy K. 4' Dróth 29', 37' Vas 30' Souza 32' Hajmási 36' |

| Pálfi István Rendezvénycsarnok, Berettyóújfalu |

| 2021. június 1. 18:30 |

| Haladás VSE                               | 5-2               | MVFC Berettyóújfalu   |
| ----------------------------------------- | ----------------- | --------------------- |
| Vas 5' Souza 10' Vidák 10' Dróth 22', 28' | (3-1) Jegyzőkönyv | Kártik 20' Kovács 36' |

| Haladás Sportcsarnok, Szombathely |

| 2021. június 5. 16:00 |

| MVFC Berettyóújfalu                              | 5-3               | Haladás VSE           |
| ------------------------------------------------ | ----------------- | --------------------- |
| Horváth 3' Vas 7' Rábl 12' Pereira 19' Silva 22' | (4-1) Jegyzőkönyv | Dróth 6' Vas 26', 35' |

| Pálfi István Rendezvénycsarnok, Berettyóújfalu |

| 2021. június 9. 19:00 |

| Haladás VSE                          | 4-1               | MVFC Berettyóújfalu |
| ------------------------------------ | ----------------- | ------------------- |
| Nagy K. 11', 21' Dróth 16' Dávid 25' | (2-0) Jegyzőkönyv | Nagy I. 39'         |

| Haladás Sportcsarnok, Szombathely |

### Góllövőlista
Frissítve: (2021. május 17.)  (alapszakasz és a rájátszás utáni végeredmény)
| Helyezés | Játékos neve         | Játékos csapata | Gólok |
| -------- | -------------------- | --------------- | ----- |
| 1.       | Tatai József         | Veszprém        | 37    |
| 2.       | Pál Patrik Krisztián | Veszprém        | 25    |
| 3.       | Büki Baltazár        | Ferencváros     | 22    |
| 4.       | Tóth Attila          | DEAC            | 20    |
| 5.       | Mánya Szabolcs       | Kecskemét       | 19    |

## Mérkőzések
A fordulók eredményei a jobb oldali szövegre kattintva nyitható/csukható.

### Alapszakasz
| 1. forduló                                    |     |          |
| Hivatalos mérkőzésnap: 2020. augusztus 28-31. |     |          |
| FTC                                           | 2–4 | Haladás  |
| Dunaferr                                      | 3–0 | Újpest   |
| Berettyóújfalu                                | 3–0 | Aramis   |
| Nyírgyulaj                                    | 4-9 | DEAC     |
| Kecskemét                                     | 2–5 | Veszprém |

| 2. forduló                                 |     |                |
| Hivatalos mérkőzésnap: 2020. szeptember 7. |     |                |
| Veszprém                                   | 2–1 | Nyírgyulaj     |
| DEAC                                       | 3-1 | FTC            |
| Haladás                                    | 3–1 | Dunaferr       |
| Aramis                                     | 1–5 | Kecskemét      |
| Újpest                                     | 1–3 | Berettyóújfalu |

| 3. forduló                                     |     |          |
| Hivatalos mérkőzésnap: 2020. szeptember 19-21. |     |          |
| Berettyóújfalu                                 | 2–1 | DEAC     |
| FTC                                            | 0–5 | Veszprém |
| Nyírgyulaj                                     | 0-2 | Aramis   |
| Haladás                                        | 3–2 | DEAC     |
| Kecskemét                                      | 1–0 | Újpest   |

| 4. forduló                                     |     |            |
| Hivatalos mérkőzésnap: 2020. szeptember 25-28. |     |            |
| Berettyóújfalu                                 | 1–2 | Haladás    |
| Dunaferr                                       | 2–2 | Kecskemét  |
| Veszprém                                       | 8–5 | DEAC       |
| Aramis                                         | 6-3 | FTC        |
| Újpest                                         | 2–1 | Nyírgyulaj |

| 5. forduló                                |     |                |
| Hivatalos mérkőzésnap: 2020. október 2-5. |     |                |
| DEAC                                      | 2–1 | Aramis         |
| FTC                                       | 8–8 | Újpest         |
| Haladás                                   | 4–1 | Veszprém       |
| Nyírgyulaj                                | 1–3 | Dunaferr       |
| Kecskemét                                 | 1–8 | Berettyóújfalu |

| 6. forduló                                 |     |            |
| Hivatalos mérkőzésnap: 2020. október 9-12. |     |            |
| Berettyóújfalu                             | 7–4 | Nyírgyulaj |
| Aramis                                     | 1-6 | Veszprém   |
| Dunaferr                                   | 5-2 | FTC        |
| Kecskemét                                  | 0–2 | Haladás    |
| Újpest                                     | 3–5 | DEAC       |

| 7. forduló                                  |      |                |
| Hivatalos mérkőzésnap: 2020. október 16-19. |      |                |
| DEAC                                        | 3-2  | Dunaferr       |
| FTC                                         | 1-2  | Berettyóújfalu |
| Haladás                                     | 11-2 | Aramis         |
| Nyírgyulaj                                  | 2-5  | Kecskemét      |
| Veszprém                                    | 3-2  | Újpest         |

| 8. forduló                   |     |          |
| Hivatalos mérkőzésnap: 2020. |     |          |
| Nyírgyulaj                   | 2-2 | Haladás  |
| Beretyyóújfalu               | 4-3 | DEAC     |
| Kecskemét                    | 5-4 | FTC      |
| Dunaferr                     | 1-4 | Veszprém |
| Aramis                       | 3–2 | Újpest   |

| 9. forduló                                           |     |                |
| Hivatalos mérkőzésnap: 2020. október 30- november 1. |     |                |
| DEAC                                                 | 4-0 | Kecskemét      |
| Haladás                                              | 4–1 | Újpest         |
| FTC                                                  | 1–0 | Nyírgyulaj     |
| Aramis                                               | 7-4 | Dunaferr       |
| Veszprém                                             | 2–5 | Beretyyóújfalu |

| 10. forduló                                  |     |                |
| Hivatalos mérkőzésnap: 2020. november 13-16. |     |                |
| DEAC                                         | 9–1 | Nyírgyulaj     |
| Haladás                                      | 6–1 | FTC            |
| Veszprém                                     | 2–3 | Kecskemét      |
| Aramis                                       | 3-7 | Berettyóújfalu |
| Újpest                                       | 6–0 | Dunaferr       |

| 11. forduló                                  |     |          |
| Hivatalos mérkőzésnap: 2020. november 20-23. |     |          |
| Dunaferr                                     | 2–5 | Haladás  |
| FTC                                          | 5-4 | DEAC     |
| Berettyóújfalu                               | 3–2 | Újpest   |
| Nyírgyulaj                                   | 2–4 | Veszprém |
| Kecskemét                                    | 6–4 | Aramis   |

| 12. forduló                                  |     |                |
| Hivatalos mérkőzésnap: 2020. november 27-30. |     |                |
| DEAC                                         | 2–6 | Haladás        |
| Veszprém                                     | 3–4 | FTC            |
| Újpest                                       | 2-3 | Kecskemét      |
| Dunaferr                                     | 0-5 | Berettyóújfalu |
| Aramis                                       | 4–1 | Nyírgyulaj     |

| 13. forduló                                     |     |                |
| Hivatalos mérkőzésnap: 2020. december 14.és 31. |     |                |
| Nyírgyulaj                                      | 3–4 | Újpest         |
| Kecskemét                                       | 7–0 | Dunaferr       |
| FTC                                             | 8-3 | Aramis         |
| Haladás                                         | 3-1 | Berettyóújfalu |
| DEAC                                            | 2-5 | Veszprém       |

| 14. forduló                                  |     |            |
| Hivatalos mérkőzésnap: 2020. december 18-21. |     |            |
| Berettyóújfalu                               | 7–5 | Kecskemét  |
| Dunaferr                                     | 1-2 | Nyírgyulaj |
| Aramis                                       | 5–6 | DEAC       |
| Veszprém                                     | 3-3 | Haladás    |
| Újpest                                       | 4–4 | FTC        |

| 15. forduló                               |     |                |
| Hivatalos mérkőzésnap: 2021. január 8-11. |     |                |
| DEAC                                      | 3-3 | Újpest         |
| Haladás                                   | 6–4 | Kecskemét      |
| FTC                                       | 7-3 | Dunaferr       |
| Nyírgyulaj                                | 1-3 | Berettyóújfalu |
| Veszprém                                  | 5-2 | Aramis         |

| 16. forduló                                   |     |            |
| Hivatalos mérkőzésnap: 2021. január 15.és 18. |     |            |
| Berettyóújfalu                                | 3-3 | FTC        |
| Dunaferr                                      | 3–9 | DEAC       |
| Aramis                                        | 0–2 | Haladás    |
| Újpest                                        | 0-4 | Veszprém   |
| Kecskemét                                     | 1–1 | Nyírgyulaj |

| 17. forduló                                |     |                |
| Hivatalos mérkőzésnap: 2021. január 22-23. |     |                |
| Haladás                                    | 5–2 | Nyírgyulaj     |
| FTC                                        | 2-2 | Kecskemét      |
| Újpest                                     | 5–5 | Aramis         |
| DEAC                                       | 2–4 | Berettyóújfalu |
| Veszprém                                   | 9–3 | Dunaferr       |

| 18. forduló                              |     |          |
| Hivatalos mérkőzésnap: 2021. február 15. |     |          |
| Nyírgyulaj                               | 8–4 | FTC      |
| Dunaferr                                 | 5–2 | Aramis   |
| Berettyóújfalu                           | 4-1 | Veszprém |
| Kecskemét                                | 3-2 | DEAC     |
| Újpest                                   | 2-1 | Haladás  |

### Rájátszás/Felsőház
| 1. forduló                                  |     |           |
| Hivatalos mérkőzésnap: 2021. február 21-22. |     |           |
| Haladás                                     | 2-1 | Kecskemét |
| Veszprém                                    | 3–3 | DEAC      |

| 2. forduló                                  |     |                |
| Hivatalos mérkőzésnap: 2021. február 24-25. |     |                |
| Kecskemét                                   | 0–3 | Berettyóújfalu |
| DEAC                                        | 0-5 | Haladás        |

| 3. forduló                               |     |          |
| Hivatalos mérkőzésnap: 2021. március 22. |     |          |
| Berettyóújfalu                           | 3–0 | DEAC     |
| Haladás                                  | 3–1 | Veszprém |

| 4. forduló                                  |     |                |
| Hivatalos mérkőzésnap: 2021. március 26-29. |     |                |
| DEAC                                        | 7-4 | Kecskemét      |
| Veszprém                                    | 1–5 | Berettyóújfalu |

| 5. forduló                               |     |          |
| Hivatalos mérkőzésnap: 2021. április 19. |     |          |
| Berettyóújfalu                           | 2–1 | Haladás  |
| Kecskemét                                | 4-6 | Veszprém |

| 6. forduló                                  |     |          |
| Hivatalos mérkőzésnap: 2021. április 23-26. |     |          |
| DEAC                                        | 5–2 | Veszprém |
| Kecskemét                                   | 3–4 | Haladás  |

| 7. forduló                               |     |           |
| Hivatalos mérkőzésnap: 2021. április 30. |     |           |
| Haladás                                  | 4-2 | DEAC      |
| Berettyóújfalu                           | 2–2 | Kecskemét |

| 8. forduló                            |     |                |
| Hivatalos mérkőzésnap: 2021. május 3. |     |                |
| Veszprém                              | 2–3 | Haladás        |
| DEAC                                  | 3-4 | Berettyóújfalu |

| 9. forduló                             |     |          |
| Hivatalos mérkőzésnap: 2021. május 10. |     |          |
| Berettyóújfalu                         | 2–1 | Veszprém |
| Kecskemét                              | 7–5 | DEAC     |

| 10. forduló                            |     |                |
| Hivatalos mérkőzésnap: 2021. május 17. |     |                |
| Haladás                                | 2-5 | Berettyóújfalu |
| Veszprém                               | 6–3 | Kecskemét      |

### Rájátszás/Alsóház
| 1. forduló                               |     |          |
| Hivatalos mérkőzésnap: 2021. február 22. |     |          |
| Nyírgyulaj                               | 5-3 | FTC      |
| Aramis                                   | 6–3 | Dunaferr |

| 2. forduló                               |     |            |
| Hivatalos mérkőzésnap: 2021. február 24. |     |            |
| Dunaferr                                 | 1–4 | Nyírgyulaj |
| FTC                                      | 3-3 | Újpest     |

| 3. forduló                               |      |          |
| Hivatalos mérkőzésnap: 2021. március 22. |      |          |
| Újpest                                   | 11–1 | Dunfaerr |
| Nyírgyulaj                               | 2–0  | Aramis   |

| 4. forduló                               |      |        |
| Hivatalos mérkőzésnap: 2021. március 29. |      |        |
| Aramis                                   | 4-5  | Újpest |
| Dunaferr                                 | 2–11 | FTC    |

| 5. forduló                               |     |            |
| Hivatalos mérkőzésnap: 2021. április 19. |     |            |
| Újpest                                   | 1–5 | Nyírgyulaj |
| FTC                                      | 6-0 | Aramis     |

| 6. forduló                               |     |            |
| Hivatalos mérkőzésnap: 2021. április 26. |     |            |
| FTC                                      | 4–3 | Nyírgyulaj |
| Dunaferr                                 | 0–9 | Aramis     |

| 7. forduló                               |      |          |
| Hivatalos mérkőzésnap: 2021. április 30. |      |          |
| Nyírgyulaj                               | 11-1 | Dunaferr |
| Újpest                                   | 3–4  | FTC      |

| 8. forduló                            |     |            |
| Hivatalos mérkőzésnap: 2021. május 3. |     |            |
| Dunaferr                              | 3–9 | Újpest     |
| Aramis                                | 0-2 | Nyírgyulaj |

| 9. forduló                             |      |         |
| Hivatalos mérkőzésnap: 2021. május 10. |      |         |
| Újpest                                 | 4–2  | Aramis  |
| FTC                                    | 10–4 | Dunferr |

| 10. forduló                            |     |        |
| Hivatalos mérkőzésnap: 2021. május 17. |     |        |
| Nyírgyulaj                             | 2-6 | Újpest |
| Aramis                                 | 2–6 | FTC    |